# 大長今
大長今（だいちょうこん、テジャングム、生没年不詳）は、李氏朝鮮の中宗期の医女。

## 概要
医女としての働き以外は不明であり、テレビドラマとして脚色されてヒットしたため脚光を浴びることになったものの、ドラマの内容は大半がフィクションである。
『朝鮮王朝実録』中の『中宗実録』には、「大長今」（テジャングム）という呼び名で記されている。
また、中宗の主治医が女性であることについて触れている史料は、中宗39年（1544年）10月の『予證女醫知之』（予の証しは女医之を知る）と言う一行のみである。

## 資料中の大長今
大長今が資料に登場するのは『中宗実録』における以下の10箇所のみである。
臺諫啓前事。憲府又曰: “前日戶曹啓請: ‘禪、敎兩宗, 革罷已久, 其位田。’刷充國用, 而敎以勿刷, 今不許度僧, 永絶根株, 則兩宗位田, 宜刷屬公, 而革罷寺刹位田, 竝宜刷之。”傳曰: “大抵人之死生, 豈關醫藥? 然進藥大王前, 失宜者, 論屬書吏, 固有前例。未知於王后, 亦有此例耶? 其考前例以啓。且醫女長今, 護産有功, 當受大賞, 厥終有大故, 故未蒙顯賞。今縱不能行賞, 亦不可決杖, 故命贖杖, 此, 酌其兩端, 而定罪之意也。餘皆不允。”—中宗10年3月21日
医女長今はお産に功有り、大賞を受けるに値するが、大故（章敬王后が産後に死亡）があるため未だ賞を受けることができない。賞を施すことはできず、刑場に送ることもできず、故に杖刑で贖うように命じたが、これはその両端を参酌して罪を定めた意である。
臺諫啓前事, 又曰: “醫女長今之罪, 又甚於河宗海。産後衣襨改御時, 請止之, 則豈致大故? 刑曹照律, 不用正律, 而又命贖杖, 甚爲未便。” 皆不允。—中宗10年3月22日
長今の罪は河宗海（ハ・ジョンヘ）よりも甚だしい。産後の衣を改める時にこれを止めることを請うていたら、どうして大故に致っただろうか?
大妃殿證候向愈, 上賞藥房有差。【提調金詮ㆍ張順孫、承旨趙舜, 馬粧一部、弓一丁、箭一部, 醫員河宗海馬一匹、米太十石, 金順蒙馬一匹, 醫女信非、長今各米太十石, 內官、飯監、別監亦皆有賜。】傳曰: “近日, 久不視事, 不得接群臣, 心甚未安。 然慈殿猶未永差, 姑待數日, 當御經筵。” —中宗17年9月5日
大妃殿の症状が良くなり、薬房に差をつけて賞を与えた。・・・医女信非（シンビ）、長今には各々米・豆十石を与えた。
傳曰: “百工技藝, 皆不可闕, 而勸課節目, 非不詳盡矣。但各司官員, 不致力勸課, 故卒無成效。其中醫術, 尤爲大事, 而不各別勸課焉, 今之粗解其術者, 皆成宗朝所敎養者也。今則其勸課事, 何以爲之? 其問于醫司以啓。且醫女料食, 有全遞兒、有半遞兒。今者, 全遞兒有窠闕, 而不啓其應受之者, 必以自下啓之爲難也。但醫女大長今, 醫術稍優於其類, 故方出入大內, 而看病焉。此全遞兒, 其授長今。” —中宗19年12月15日
但し、医女大長今は医術に於いて其の類ではやや優れる。故に大内に出入りし、病を看る。このため全遞児を、その長今に授ける。
傳曰: “予累月未寧, 今幾差復。 藥房提調及醫員等, 不可不賞。左議政張順孫熟馬一匹, 禮曹判書金安老、前都承旨丁玉亨、常山都正末孫加資,【常山都正獻藥於患腫之初, 易至濃潰, 故亦在賞列。】醫員河宗海加資准職, 同知朴世擧、洪沈加資, 各賜米太六石, 金尙坤加資, 兒馬一匹, 金守良、盧漢明, 掌務官員等, 各兒馬一匹, 醫女大長今、戒今各米太幷十五石、官木緜正布各十匹, 湯藥使令等, 賞賜有差。” —中宗28年12年2月11日
医女大長今、戒今（ケグム）に米・豆を各15石、官木綿と正布を各10匹与え・・・
傳于政院曰: “予頃者感寒, 得咳嗽證, 久未視事, 故少差而爲經筵, 其日適寒, 前證復發。醫員朴世擧、洪沈及內醫女大長今、銀非等議藥事, 曾已下諭也, 此意言于內醫院提調。且中和【二月初一日。】晝物,【別進御膳】亦可停矣。” —中宗39年1月29日
医員朴世挙（パク・セゴ）、洪沈（ホン・チム）及び内医女大長今、銀非（ウンビ）等に薬事を議せよと下諭し・・・
傳曰: “內醫院提調尹殷輔、鄭順朋, 各賜熟馬一匹; 都承旨李瀣、醫員朴世擧ㆍ洪沈皆加資; 柳之蕃、韓順敬, 各兒馬一匹; 醫女大長今, 賜米、太幷五石; 銀非米、太幷三石; 湯藥使令, 各給官木綿二匹。” —中宗39年2月9日
医女大長今には米・豆を5石、銀非には米・豆3石・・・
議政府、中樞府、六曹、漢城府堂上及大司憲鄭順朋等問安, 傳曰: “知道。” 是日醫女長今出言: “去夜三更, 上入睡, 五更, 又暫入睡。且小便暫通, 大便, 則不通已三日。”云。醫員朴世擧、洪沈入診脈, 則左手肝腎脈浮緊, 右手脈微緩。更議藥劑, 五苓散加麻黄、防己、遠志、檳榔、茴香, 五服以進。—中宗39年10月25日
この日、医女長今が出て言うに、「昨夜三更に上は寝つかれ、五更に又暫く寝つかれた。また、小便は暫く通じられたが大便は3日間不通であらせられた。」
上不豫。政院問安, 仍啓曰: “昨命王子、駙馬、內宗親外, 令勿問安, 而臣等居近密之地, 故敢問安。”傳曰: “知道。 予證, 大槪則似歇, 然大便尙不通, 故方議藥耳。”內醫院提調問安,【彦弼私問內官朴漢宗曰: “上體夜來如何?”漢宗曰: “內官亦不親侍, 不能詳知。大槪似與昨同。但聞上方曉入寢云, 以是觀之, 則似爲少歇矣。”】傳曰: “予證, 女醫知之。”【女醫長今言: “去夜煎進五苓散二服, 三更入睡。且小便漸通, 大便則如舊不通, 今朝始用蜜釘。”云。】政府問安, 仍啓曰: “昨者命勿問安, 故退去, 然未安於心, 故敢問安。”答如政院。—中宗39年10月26日
予の証しは、女医之を知る。（女医長今の言「去る夜に五苓散を煎じて二回差し上げたところ、三更に寝つかれた。且つ小便は暫く通じたが、大便は相変わらず不通で、今朝始めて蜜釘を用いた。」と云う。）
上不豫。政院問安, 傳曰: “知道。”【承旨等問於內官朴杞曰: “去夜上體如何?”對曰: “不能詳知, 或云下氣始通。”】內醫院提調問安, 傳曰: “知道。”政府問安, 傳曰: “知道。”六曹、中樞府、漢城府堂上等問安, 傳曰: “勿爲問安。”朝, 醫女長今自內出曰: “下氣始通, 極爲大快。”云。俄而傳于藥房曰: “予今下氣如常, 但氣弱耳。提調及醫員、醫女皆來往, 而醫員勿入直, 提調亦各散歸可也。”提調回啓曰: “臣等聞下氣如常, 喜極不知所言。如有渴證, 則當御生地黃煎, 不可如常時御生冷。且各別調理爲當。” —中宗39年10月29日
朝、医女長今が自ら出て曰く、「下気は通じ始められ、非常に気分が良いと仰られた。」

## 登場作品
韓国のテレビドラマ『宮廷女官チャングムの誓い』において「徐長今（ソ・ジャングム）」という役名でイ・ヨンエが主演し、高視聴率をあげた。また、少女時代を描いたアニメーション『少女チャングムの夢』が日本で放映された。

### 演じた女優・声優
- イ・ヨンエ（テレビドラマ『宮廷女官チャングムの誓い』）
- チョ・ジョンウン（テレビドラマ『宮廷女官チャングムの誓い』（少女期））
- 菊川怜（舞台版『宮廷女官チャングムの誓い』）
- チョン・ミスク（テレビアニメ『少女チャングムの夢』）
- 伊藤美紀（テレビアニメ『少女チャングムの夢』……日本語吹き替え）
- キム・ミギョン（テレビドラマ『天命』）